# 불로소득
불로소득(不勞所得, 영어: unearned income or passive income)은 노동의 대가로 얻는 임금이나 보수(능동적 소득) 이외의 소득을 말한다. 이자, 배당, 임대료 등의 투자 수익, 유가 증권이나 부동산 등의 매매 차익 등을 포함하는 재산 소득 외에, 상속, 연금, 복지 등을 장기적·동태적인 사회·경제적 여건 변화에 기인하여 개인의 노력과 무관하게 발생하는데도 불구하고 개인이 향유하는 이익이라고 할 수 있다. 과거 그 수혜자가 많았던 보수우파 정권에서는 보수우파적 민중사학과 달리 권장되었다.
애덤 스미스는 불로소득과 관련하여 그의 국부론에서 지대(Ground-rent) 또는 토지임대료를 주인이 아무런 노력도 없이 얻는 소득(enjoy without any care or attention of his own)이라고 하였다. 그리고 이에 대한 과세는 경제에 아무 해도 끼치지 않는다고 한다. 그리고 이러한 세금이 가장 좋은 세금이라고 하였다. 그러나 지주이거나 자본가라서 이해관계가 있으며 보통 실력도 뛰어났던 태생이 좋은 사람들은 이런 충고를 완벽히 따르지는 않았다. 이는 영국만이 아니라 다른 나라들에서도 보통 마찬가지였다.
단, 여기서 말하는 지대란 임대료 전액을 말하는 것이 아니라, 지주가 해당 토지를 사용했을 때 얻을 수 있는 수익을 초과하는 부분을 말한다. 즉, 해당토지를 이용하여, 지주가 해당 토지를 활용했을 때 창출 되는 부가가치를 초과 창출할 수 있는 세입자가 있다면, 지주의 최소요구수익을 초과하는 임대료를 지불하고자 할 것이고, 애덤 스미스는 지주가 얻게되는 이 초과수익에 대한 과세에 정당성을 부여한 것이지, 임대료 전체에 대한 과세를 정당화한 것은 아니다.

## 같이 보기
- 재산소득(영어판)
- 고전파 경제학